# Offiziershaus (Wiener Neustadt)
Das Offiziershaus in Wiener Neustadt (Niederösterreich) diente zwischen 1807 und 1926 als Wohnhaus für Offiziere, als Kaserne und als Verwaltungsgebäude.

## Geschichte

### Monarchie
Das Militär-Ärar erwarb im Oktober 1807 das Haus Wiener Straße 27 (heute: 21) und wies es dem „Equitations-Institut“ in der Paulinerkaserne zu. Auf Grund einer Allerhöchsten Entschließung aus dem Jahr 1823 wurde aus dem Equitations-Instituts-Gebäude ein Wohnhaus für den Korpskommandanten und weitere Offiziere. Im gleichen Schreiben wurde auch der neue Name festgelegt: „Officiers-Haus“.
Über die weitere Nutzung des Gebäudes herrscht Unklarheit, erst ab Juni 1892 liegen wieder Informationen vor. Im Offiziershaus waren Teile der folgenden Truppen der k.u.k. Armee stationiert:
- Dragonerregiment Nr. 4 (Juni 1892 – März 1902)
- Dragonerregiment Nr. 5 (April 1902 – April 1908)
- bosnisch-herzegowinisches Infanterieregiment Nr. 1 (März 1910 – März 1912)
- Ulanenregiment Nummer 4 (März 1912 – August 1914)

### Erste Republik
Nach dem Zusammenbruch der Monarchie quartierte sich für kurze Zeit ein bei einer Versammlung in der Zeughauskaserne gewählter Soldatenrat hier ein. Ab Mai 1920 war im ehemaligen Offiziershaus neben einigen Offizierswohnungen auch das Kommando des „Infanterieregiments Niederösterreich Nummer 1“ stationiert.
Am 1. Dezember 1920 übernahm die Stadt Wiener Neustadt die Verwaltung des immer noch in Staatsbesitz befindlichen Gebäudes. Am 27. Februar 1926 ging durch einen Tausch- und Mietvertrag das Eigentumsrecht an die Stadt Wiener Neustadt. Der gleiche Vertrag gestattete es dem Militär allerdings, den zweiten Stock zehn Jahre lang für Zwecke der Heeresverwaltung gegen Miete zu nutzen. Im März 1931 wurde das Kommando in die Artilleriekaserne verlegt.
Am 24. Oktober 1934 wurde das Haus von der Stadtverwaltung an Privat verkauft.